# Pouteria psammophila
Pouteria psammophila är en tvåhjärtbladig växtart som först beskrevs av Carl Friedrich Philipp von Martius, och fick sitt nu gällande namn av Ludwig Radlkofer. Pouteria psammophila ingår i släktet Pouteria och familjen Sapotaceae. IUCN kategoriserar arten globalt som starkt hotad. Inga underarter finns listade i Catalogue of Life.